# Koudekerk aan den Rijn

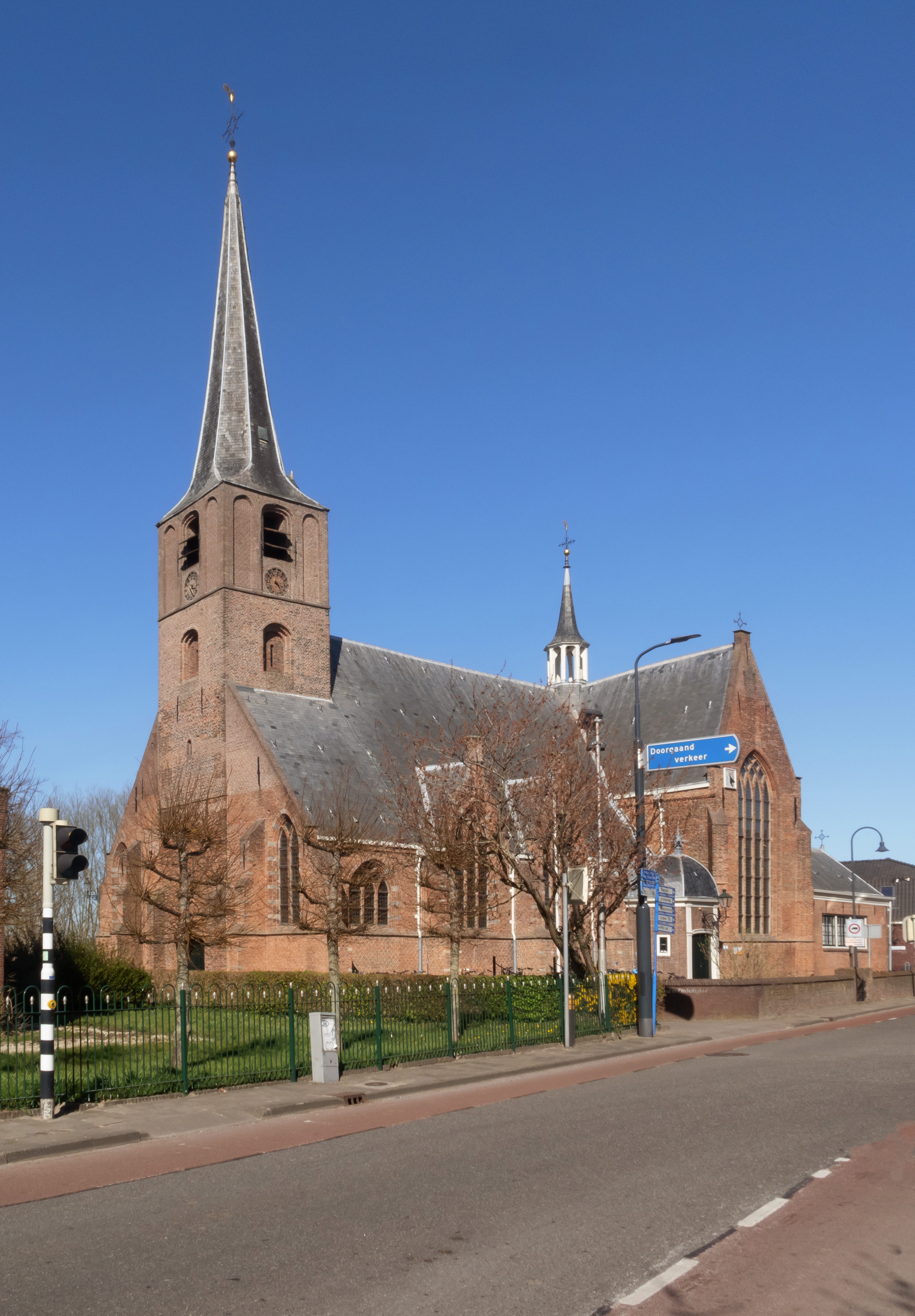
Koudekerk, l'église protestante

Koudekerk aan den Rijn ou Coudekerque-sur-le-Rhin est un village dans la commune néerlandaise d'Alphen-sur-le-Rhin, dans la province de la Hollande-Méridionale. Le 1er janvier 2007, le village comptait 4 257 habitants.
L'adjonction aan den Rijn date du 1er janvier 1938. Koudekerk est situé sur la rive droite du Vieux Rhin. La branche du Luttike Rijn y rejoint le Vieux Rhin, à l'endroit où naguère s'élevait le Château de Groot Poelgeest.
Jusqu'en 1991 le village fut une commune indépendante. Le 1er janvier 1991, Koudekerk aan den Rijn a formé avec Benthuizen et Hazerswoude la commune de Rijneveld, renommé Rijnwoude en 1993.
Jusqu'en 2014, le village faisait partie de l'ancienne commune de Rijnwoude.